# Estafette

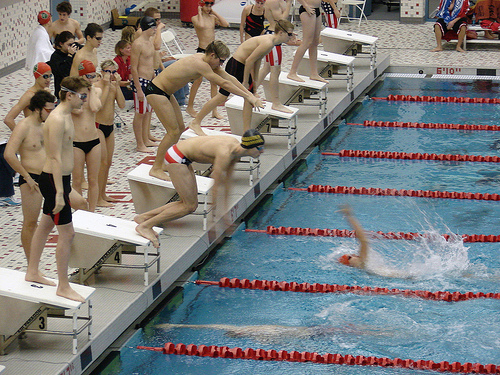
Estafette bij het zwemmen...

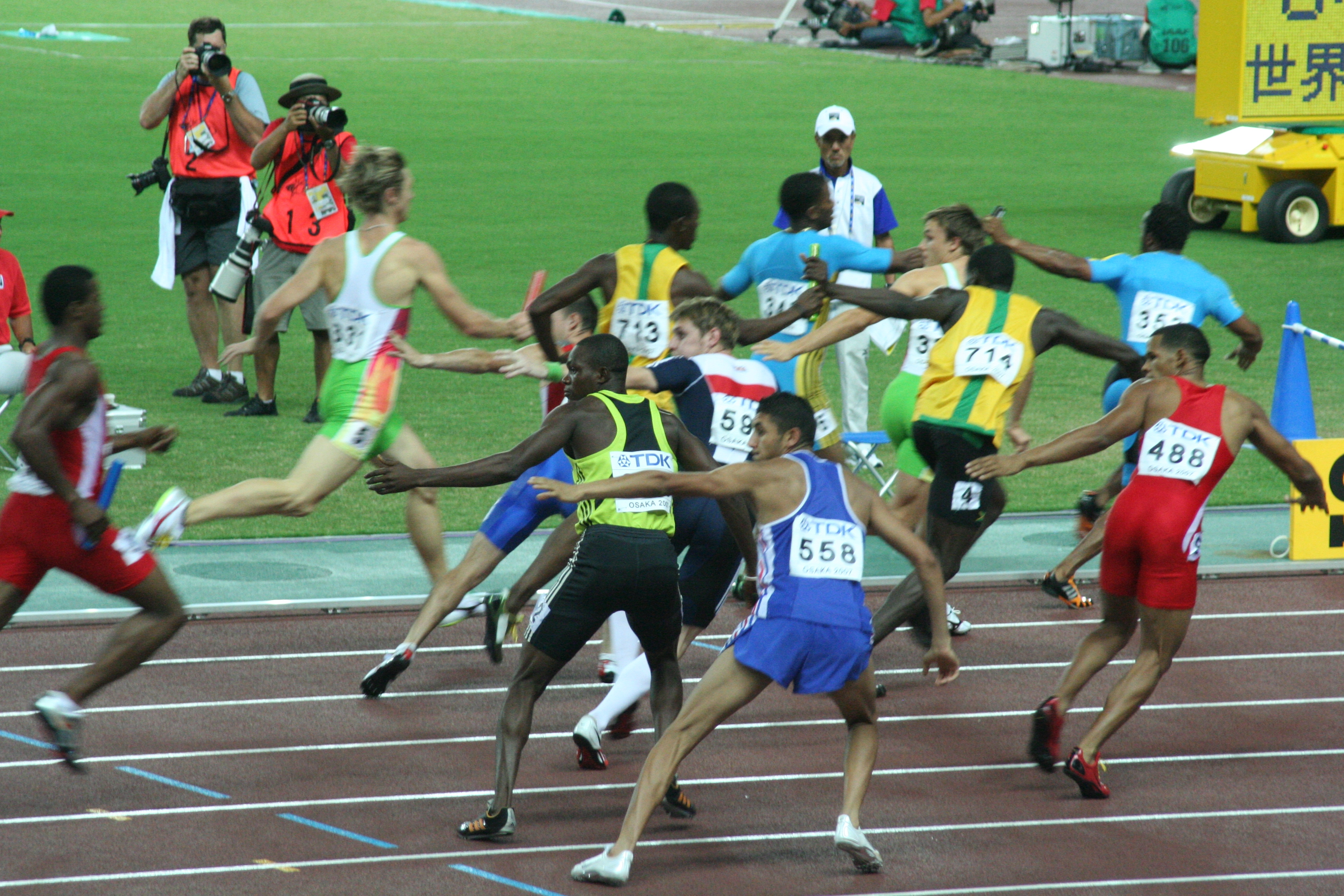
... in de atletiek, ...

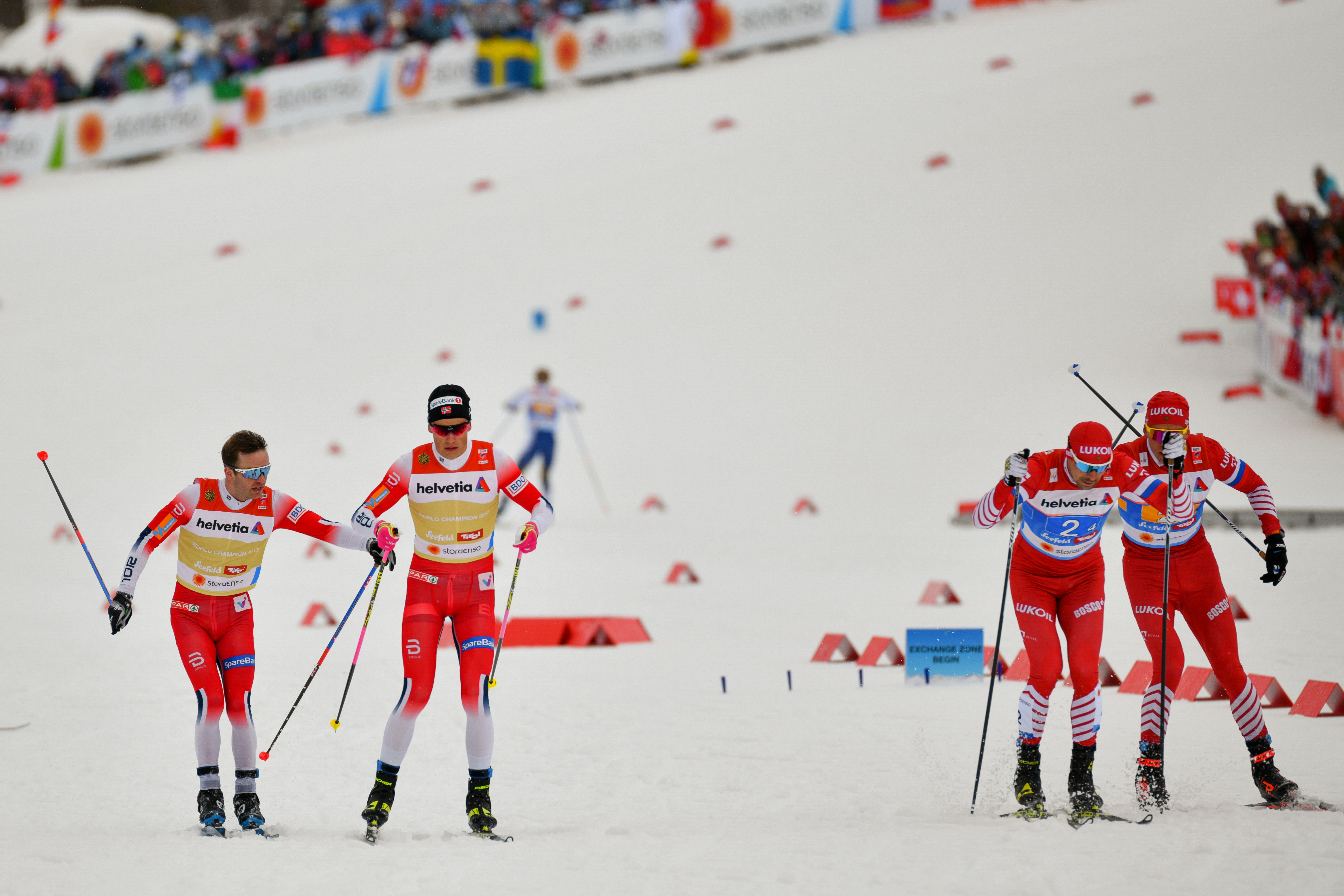
... en bij het langlaufen

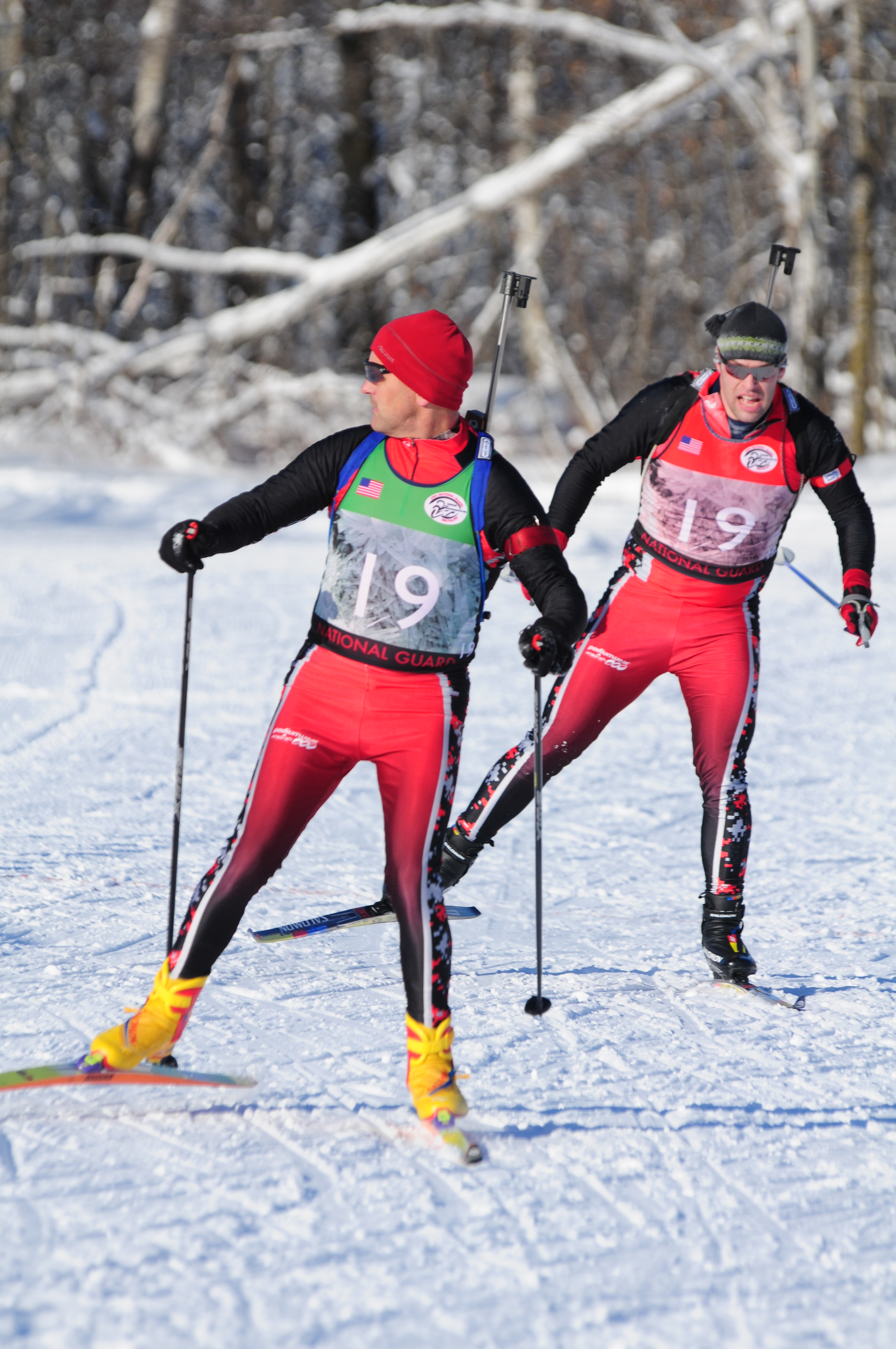
Wissel bij biatlon

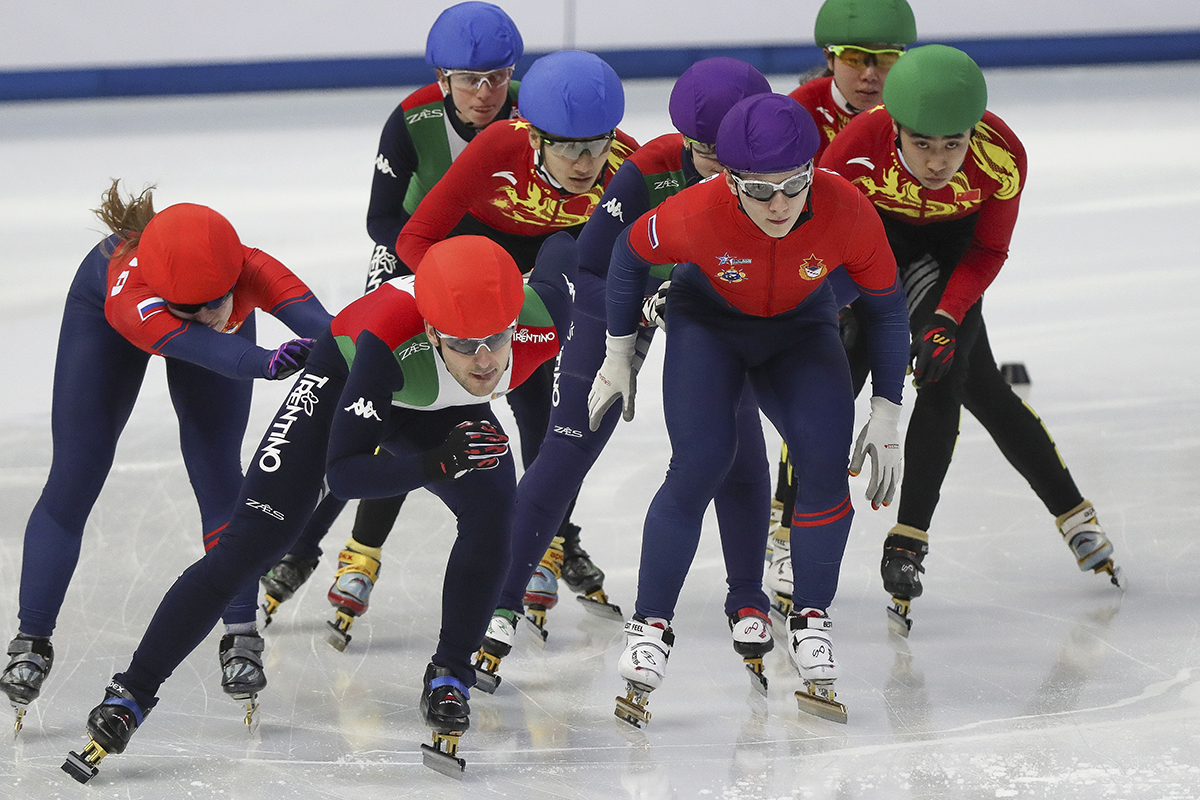
Aflossing bij shorttrack

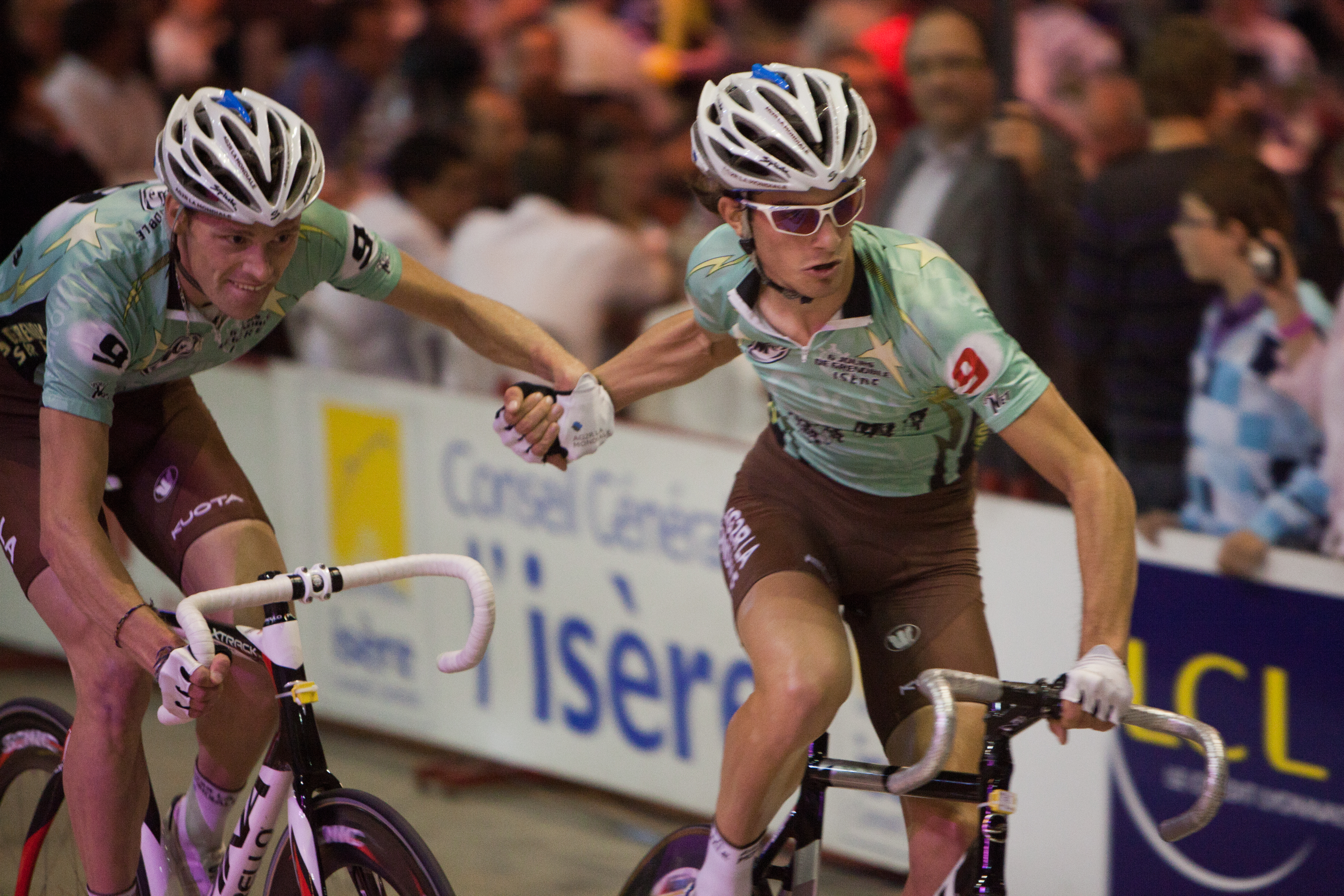
Aflossing bij wielrennen

Estafette (ook wel aflossingen genoemd) is een snelheidswedstrijd waarbij leden van een team achtereenvolgens een deel van de totaalafstand afleggen. De estafette is vooral gebruikelijk in de atletiek, de oriëntatieloop, het zwemmen, het langlaufen, en de biatlon. Ook bij shorttrack en wielrennen bestaan vormen van estafette. Het woord estafette is afkomstig van het Italiaanse staffetta, dat koerier betekent.

## Hardlopen
Bij hardlopen wordt daarbij telkens een stokje, van 28–30 cm lang, met een diameter van 3,8-4,0 cm en minstens 50 gram, doorgegeven aan de volgende loper, zodat het stokje van start tot finish wordt vervoerd. De race wordt gelopen in teams van vier atleten.
Het doorgeven van de stok kan op twee wijzen gebeuren: de aangever kan de stok via een neerwaartse beweging in de hand van de aannemer plaatsen, dit is de zogenaamde Amerikaanse greep, of de aangever kan de stok via een opgaande beweging in de hand van de aannemer leggen, dit heet de Franse greep. De Franse greep wordt als risicovoller aangemerkt.

### 4 × 100 m
De 4 × 100 m estafette voor mannen stond in 1912 tijdens de Zomerspelen van Stockholm voor het eerst op het Olympisch programma. De eerste Olympische 4 × 100 meter estafette voor vrouwen werd tijdens de Olympische Spelen 1928 in Amsterdam verlopen. In een 4 × 100 meter-wedstrijd dient de stok in een zogenaamde 20 meter-zone te worden doorgegeven. Elk van deze 20 meter-zones heeft een zogenaamde aanloopzone van 10 meter. De teamleden dienen in hun eigen baan te blijven opdat tegenstanders niet worden gehinderd.

### 4 × 400 m
Ook de 4 × 400 m estafette voor mannen werd de eerste maal gelopen tijdens de Olympische Spelen van Stockholm. De eerste Olympische 4 × 400 meter estafette voor vrouwen had plaats tijdens de Spelen van München 1972. De 4 × 400 meter-wedstrijden kennen geen aanloopzone. De atleten in een 4 × 400 meter-wedstrijd dienen tot na de eerste bocht in de tweede ronde in hun baan te blijven, alvorens naar binnen te mogen lopen.

### Andere estafettes over niet olympische afstanden
- 4 × 200 meter
- 4 × 800 meter
- 4 × 1500 meter
- Olympische estafette (800m-400m-200m-200m)
- Zweedse estafette (400m-300m-200m-100m)
- Amerikaanse estafette: estafette over een afstand van 3000 meter, met drie lopers, die elkaar zoveel mogen aflossen als ze willen.

Ook op de weg bestaan er estafettes zoals de ekiden (een marathon in de vorm van een estafette). Een aantal lange-afstandsevenementen, zoals de Roparun en de Batavierenrace, wordt ook als estafette afgelegd.

### NK Estafette
Elk jaar wordt ook het Nederlands Kampioenschap Estafette georganiseerd. Sinds 2000 werd dit georganiseerd door AV Startbaan in Amstelveen. Er worden veel verschillende estafettes gehouden voor alle categorieën, waarvan een aantal de titel Nederlands Kampioenschap hebben. Dat zijn de:
- 4 × 100 meter (senioren, junioren A en B, masters)
- 4 × 200 meter (mannen masters)
- 4 × 400 meter (senioren, junioren A en B, mannen masters)
- 4 × 800 meter (senioren, jongens junioren A)
- 4 × 1500 meter (mannen senioren)

Verder zijn er nog andere estafettes die officieel niet als NK wordt betiteld, maar voor veel mensen niet als minder wordt gerekend. Dit zijn:
- 4 × 40 meter (pupillen B,C
- 4 × 60 meter (meisjes junioren D, pupillen A)
- 4 × 80 meter (meisjes junioren C, jongens junioren D)
- 4 × 100 meter (jongens junioren C, G-teams)
- 4 × 200 meter (senioren, junioren B)
- 4 × 600 meter (junioren D)
- 4 × 800 meter (junioren C)
- zweedse estafette (senioren, junioren A,B,C,D)

Ook zijn er nog speciale "10x" estafettes. Hieronder is de 10 × 100 meter, dat vroeger wel een officieel onderdeel was, maar sinds 1969 niet meer.

## Oriëntatielopen
Bij het oriëntatielopen zijn er teams van deelnemers waarbij de lopers individueel een omloop afleggen, het resultaat is gebaseerd op de totale tijd van het team. Estafettes hebben meestal een massastart in plaats van een start om de paar minuten, zoals bij individuele wedstrijden gebruikelijk is. Om te voorkomen dat de deelnemers elkaar volgen zijn er parallelle routes (vertakkingen). Lopers die tegelijk lopen hebben verschillende posten, maar elk team heeft uiteindelijk hetzelfde gelopen. Elke loper die na de omloop op de aflossingslocatie verschijnt, pakt daarbij de oriëntatiekaart voor de volgende loper en geeft deze vervolgens aan de volgende loper door. Om estafettes voor de overige deelnemers en kijkers interessanter te maken zijn er één of meerdere gemeenschappelijke kijkposten waarmee aan de hand van de doorkomsten de tussenresultaten inzichtelijk worden.

## Zwemmen
Bij het zwemmen zijn er de Olympische nummers 4 × 100 en 4 × 200 meter vrije slag en 4 × 100 wisselslag, voor de korte baan komt daar nog 4 × 50 meter vrije slag bij. Bij de wisselslag zwemt elk van de teamleden een andere slag. Elke volgende deelnemer start zodra zijn voorganger aangetikt heeft. De opvolger duikt daarbij over zijn teamgenoot heen.